# 鄡阳县
鄡阳县，中国古县名。
和海昏县一样，鄡阳县受到彭蠡湖（今鄱阳湖）南侵被淹没而被废，整体区域在今都昌县偏西包含鄱阳湖区，而之后重新的设立的都昌县可认为是本县的后续，虽然管辖区域受到鄱阳湖南侵影响有变化，但鄡阳城遗址在都昌县境内鄱阳湖区。

## 历史沿革

### 汉朝
汉高祖六年（前201年）析番阳县（今鄱阳县）西北地置鄡阳县:47，治所在今江西省都昌县东南鄱阳湖畔泗山，属豫章郡。
新莽时曾改为预章。
东汉末建安十五年（210年），后属鄱阳郡。
汉朝时期本县属扬州刺史部豫章郡→鄱阳郡

### 孙吴
三国时期本县属孙吴扬州鄱阳郡

### 晋朝
晉朝时期本县属扬州→江州鄱阳郡

### 南北朝
南朝宋永初二年（421年）废。:47
南北朝时期本县属刘宋江州鄱阳郡